# Helsingørmotorvejen
Autostrada M14 zwana Helsingørmotorvejen (duń.) przebiega z północy na południe po trasie drogi krajowej nr 19. Na północy rozpoczyna swój bieg na przedmieściach Helsingør kończąc go w północnych dzielnicach Kopenhagi.
Autostrada oznakowana jest do węzła Kongens Lyngby jako E47, a na terenie Kopenhagi jako droga krajowa nr 19.

## Odcinki międzynarodowe
Droga na całej długości jest częścią trasy europejskiej E47.

Droga na całej długości jest częścią trasy europejskiej E55.